# Melitta fulvescenta
Melitta fulvescenta là một loài ong trong họ Melittidae. Loài này được Wu miêu tả khoa học đầu tiên năm 2000.